# Washington Park (Floride)
Washington Park est une census-designated place du comté de Broward, dans l'État de Floride, aux États-Unis,. En 2020, elle compte une population de 1 948 habitants.